# Кайдаловське сільське поселення
Кайда́ловське сільське поселення (рос. Кайдаловское сельское поселение) — сільське поселення у складі Каримського району Забайкальського краю Росії.
Адміністративний центр — село Кайдалово.

## Населення
Населення сільського поселення становить 1032 особи (2019; 1327 у 2010, 1215 у 2002).

## Склад
До складу сільського поселення входять:
| Населений пункт    | Населення, осіб (2002) | Населення, осіб (2010) |
| ------------------ | ---------------------- | ---------------------- |
| Атамановка, село   | 168                    | 205                    |
| Кайдалово, село    | 786                    | 872                    |
| Підлісне, село     | 80                     | 78                     |
| Тарська, селище    | 136                    | 127                    |
| Усть-Націгун, село | 45                     | 45                     |